# María Josefa Riba
María Josefa Riba, conocida como Pepa Riba o también María Josefa de Riba  (20 de julio de 1913-7 de marzo de 2008), fue una tenista catalana impulsora del tenis femenino español, número uno en los años 1940 y principios de los 1950. Fue una de las primeras tenistas españolas que salió al extranjero a jugar.
Logró siete Campeonatos de España individuales, de 1944 a 1950, cuatro de dobles y seis mixtos, y torneos internacionales en Estoril, Lisboa y Oporto (Portugal), Zermatt (Suiza) o Flins (Austria).
Según la prensa del momento fue la jugadora "con más clase" y mejores resultados internacionales después de la era de  Lilí Álvarez y Pepa Chávarri.

## Reconocimientos póstumos
- Trofeu María José de Riba. Campeonato de Cataluña para equipos séniors + 50.[3]